# Herrenhaus Lablacken
Das Herrenhaus Lablacken befindet sich in Lablacken im ehemaligen Ostpreußen, Kreis Labiau, dem heutigen russischen Rajon Polessk.
Das Gut war lange in Besitz der von Gustedt. Im Jahr 1932 wurde das Gut an die ostpreußische Landsmannschaft verkauft und aufgeteilt.

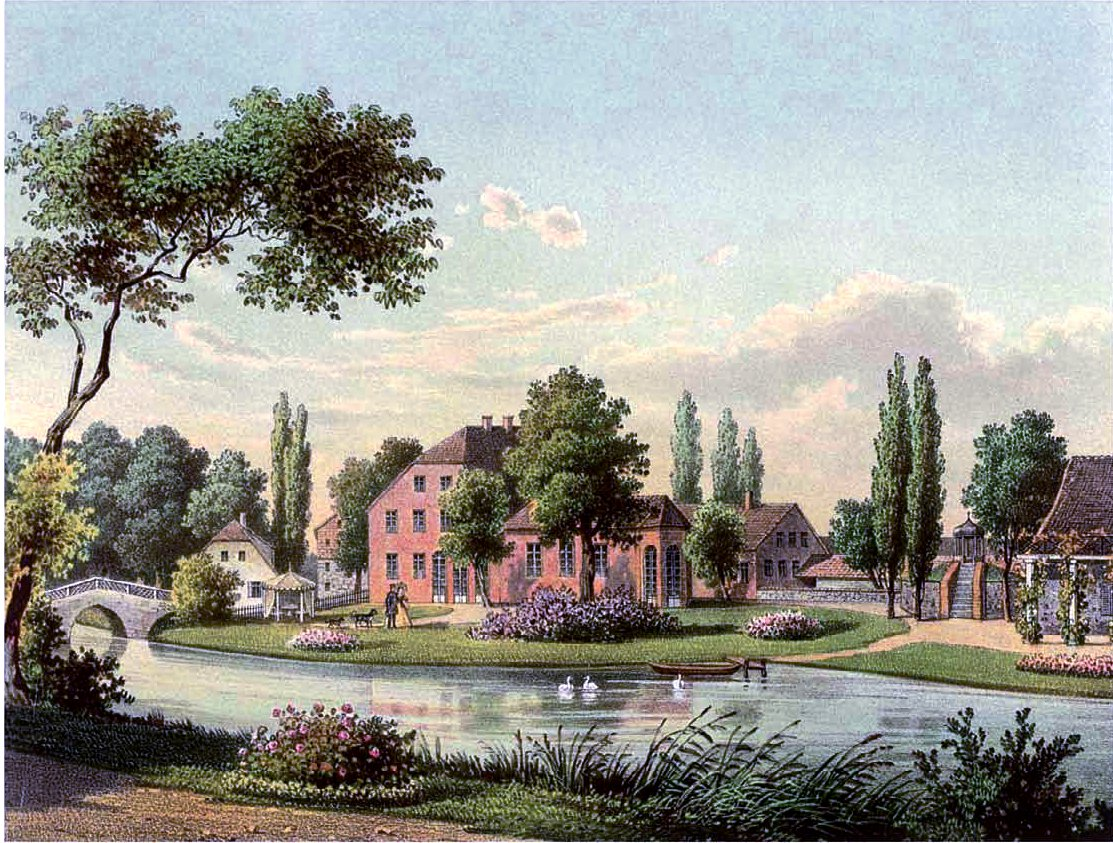
Gut Lablacken, Sammlung Alexander Duncker

Das Herrenhaus ist Mitte des 18. Jahrhunderts entstanden und bildet einen einfachen zweigeschossigen Backsteinbau mit zum Hauptbau rechtwinklig gestellten eingeschossigen Flügeln.